# Peggy Jones
Peggy Malone, née Jones (19 juillet 1940 - 16 septembre 2015), connue sous le nom de scène de Lady Bo, en hommage à sa relation avec Bo Diddley, est une musicienne, autrice et compositrice américaine. Pionnière du rock 'n' roll, Jones joue de la guitare rythmique dans le groupe de Bo Diddley à la fin des années 1950 et au début des années 1960, devenant l'une des premières guitaristes rock (peut-être la première) membre d'un groupe très en vue. Elle est parfois surnommée la Reine Mère de la guitare.

## Carrière
Née à Harlem, New York, en 1940, Peggy Jones grandit dans le quartier de Sugar Hill et fréquente la High School of Performing Arts où elle étudie les claquettes, le ballet et se forme à l'opéra. Dès son plus jeune âge, elle est absorbée par la musique ; elle achète sa première guitare à 15 ans. Elle fait brièvement partie d'un groupe local de doo-wop, les Bop Chords, qui se sépare en 1957. Une rencontre fortuite avec Bo Diddley, impressionné de voir une fille avec un étui à guitare, lui vaut une invitation à rejoindre son groupe en tant que guitariste et chanteuse. Elle enregistre avec lui de 1957 à 1961 ou 1963, apparaissant sur des singles comme Hey! Bo Diddley, Road Runner, Bo Diddley Is a Gunslinger et l'instrumental Aztec, dont elle écrit et joue toutes les parties de guitare.
Cependant, tout au long de sa carrière, Peggy Jones s'efforce d'être une artiste indépendante et poursuit sa carrière d'auteure-compositrice, de musicienne de studio et de chef d'orchestre. Elle dirige son propre groupe de rhythm and blues The Jewels, également connus sous les noms de Fabulous Jewels, Lady Bo and the Family Jewels, et sous d'autres noms divers (à ne pas confondre avec le girl group de Washington également appelé The Jewels). La formation de Lady Bo devient un groupe R&B incontournable de la scène club de la côte est de New York à Boston dans les années 1960 et 1970. Jones quitte finalement le groupe de Diddley en 1961 pour se consacrer aux Jewels et à d'autres activités. Elle recrute une autre guitariste, Norma-Jean Wofford (« The Duchess »), pour la remplacer.
Peggy Jones joue de la guitare sur l'instrumental Wiggle Wobble de Les Cooper en 1962  et des percussions sur le tube San Franciscan Nights d'Eric Burdon and The Animals en 1967 et d'autres enregistrements, et accompagne ensuite Curtis Knight (remplaçant Jimi Hendrix), James Brown et Sam & Dave. En 1966, The Jewels obtiennent un succès local avec leur reprise du standard I’m Forever Blowing Bubbles. Elle fonde ensuite le groupe The King’s Paupers, sous le nom de « Little Jewel ». Avec son mari Wally Malone, elle intègre le groupe de Louisiane The Boogie Kings pendant quelques mois, tournant dans l'État et au Texas. A ce titre, ils sont, avec les autres membres du groupe, intronisés au Louisiana Music Hall of Fame en 2010.
En 1969, elle rejoint à nouveau Bo Diddley, emmenant les Jewels avec elle. Ils tournent ensemble jusqu'au début des années 1990. Elle fait également une brève apparition dans le film de 1987, Génération perdue. Peggy Jones reste musicalement active jusqu'au XXIe siècle. A la guitare, elle explore constamment de nouvelles techniques, de nouveaux effets et de nouveaux sons. Elle est également connue pour jouer du synthétiseur Roland, un instrument expérimental peu utilisé dans le rhythm & blues.
Peggy Jones reçoit un « Lifetime Achievement Award » lors de la cérémonie des South Bay Blues Awards en 1993 et un « Lifetime Achievement Award » du Congrès des États-Unis en 2003. La même année, elle est reconnue comme une « légende de la musique » aux California Music Awards et est intronisée au West Coast Blues Hall of Fame.

## Vie privée
Peggy Jones rencontre Bo Diddley en 1956 dans les coulisses après avoir joué avec les Bop-Chords à l'Apollo Theater, dans le quartier de Harlem. Beaucoup pensaient que Lady Bo et Bo Diddley formaient un couple, mais ce n'était pas le cas. Elle était mariée au bassiste du groupe, Wally Malone.
Malone vit dans les montagnes de l'ouest de la Pennsylvanie lorsqu'il rencontre Jones pour la première fois dans un club new-yorkais dans les années 1960. Plus tard, Jones invite Malone dans son propre groupe en 1968 et ils se marient. Ils déménagent tous deux à San José, en Californie, où Jones joue avec Bo Diddley et reçoît son surnom de « Lady Bo ». En 1979, Malone et Jones s'installent à Boulder Creek.

## Décès
Peggy Jones meurt le 16 septembre 2015 à l'âge de 75 ans, laissant derrière elle son mari, Wally Malone. Il annonce le décès de sa femme sur Facebook en déclarant : « Aujourd'hui est l'un des jours les plus tristes de ma vie. Ma femme, partenaire depuis 47 ans, a été appelée à rejoindre ce grand groupe de rock 'n' roll pour retrouver Bo Diddley, Jerome Green et Clifton James. J'ai passé une heure et quart à ses côtés et la dernière chose que je lui ai dite est la citation ci-dessus concernant Diddley et le groupe. J'ai également ajouté à la fin que le groupe n'avait pas de bassiste et qu'ils devaient bien garder leur place jusqu'à ce que je les rejoigne. Le plus incroyable, c'est qu'immédiatement après lui avoir dit cela, elle a émis un bref son et, à cet instant précis, son cœur s'est arrêté de battre. Beaucoup d'entre vous connaissent le lien avec Bo Diddley, mais au cas où ce ne serait pas le cas, le nom de scène professionnel de ma femme est Lady Bo ».

## Discographie
Avec Bo Diddley
- Go Bo Diddley (Checker, 1959)
- Have Guitar Will Travel (Checker, 1960)
- Bo Diddley in the Spotlight (Checker, 1960)
- Bo Diddley Is a Gunslinger (Checker, 1960)
- Bo Diddley Is a Lover (Checker, 1961)
- Bo Diddley's a Twister (Checker, 1962)
- Bo Diddley (Checker, 1962)
- Ain't It Good to Be Free (New Rose, 1983)